# Juan Miquel y Salazar
Juan Miquel y Salazar (n. Puerto Real, Cádiz, 9 de febrero de 1792 - f. Santiago de Chile, 27 de septiembre de 1866), médico hispano-chileno.

## Biografía
Se formó como médico-cirujano en el Real Colegio de Cirugía de la Armada española situado en Cádiz, entre 1809 y 1815. 
Destinado a la Escuela de Medicina de Lima, embarcó en la Expedición de la Mar del Sur que zarpó de Cádiz rumbo a El Callao (Perú) siendo capturado en la fragata Reina Maria Isabel por la escuadra nacional chilena en 1818. 
Desde que llegó a Chile estuvo implicado en la reforma de la sanidad de este país y además fue médico de cabecera del libertador José de San Martín. Coeditó el año 1830 El Criticón Médico que fue la primera publicación profesional médica editada en Chile. El 13 de agosto de 1834 se le otorgó la ciudadanía chilena por gracia, que previamente había solicitado.
Entre los años 1840 a 1855, publicó diversos trabajos en el Semanario de Santiago y en los Anales de la Universidad de Chile. Destaca entre ellos la primera publicación chilena de relieve sobre la anestesia con cloroformo.
A partir de 1853 y hasta su fallecimiento fue catedrático de Patología y Clínica Interna y Terapéutica de la Universidad de Santiago de Chile.